# Gore Metal
Gore Metal - debiutancki album amerykańskiej grupy Exhumed.

## Lista utworów
1. "Necromaniac" – 2:32
2. "Open the Abscess" – 3:18
3. "Postmortem Procedures" – 3:21
4. "Limb from Limb" – 2:32
5. "Enucleation" – 4:00
6. "Casketkrusher" – 3:25
7. "Deathmask" – 2:52
8. "In My Human Slaughterhouse" – 2:02
9. "Sepulchural Slaughter" – 3:03
10. "Vagitarian II" – 3:41
11. "Blazing Corpse" – 2:05
12. "Deadest of the Dead" – 5:52
13. "Sodomy and Lust" – 4:48

## Twórcy
- Matt Harvey - gitara elektryczna, wokal
- Col Jones - perkusja
- Ross Sewage - gitara basowa, wokal
- Mike Beams - gitara elektryczna